# Chatrangue
Chatrangue é uma variante do xadrez praticada na Pérsia Sassânida. Seu significado é da palavra em sânscrito chaturanga, que também designava o jogo na Índia antiga. Com a conquista do árabes islâmicos sobre a Pérsia, o chatrange foi substituído pelo Xatranje. Não se conhece as regras do chatrange porém supõe-se que sejam idênticas ao de seu substituto.